# Callimation apicale
Callimation apicale là một loài bọ cánh cứng trong họ Cerambycidae.